# Danh sách băng tần LTE
Mạng Long Term Evolution (LTE) sử dụng các băng tần với các băng thông tương ứng.

## Danh sách băng tần và băng thông
Theo mục 5.5-1, bảng "E-UTRA Operating Bands" và 5.6.1-1, bảng "E-UTRA Channel Bandwidth" của 3GPP TS 36.101 phiên bản mới nhất, bảng dưới dây liệt kê các băng tần và băng thông tương ứng của mạng LTE.
| Băng tần | Chế độ song công | ƒ (MHz) | Tên                         | Subset of band | Uplink (MHz)    | Downlink (MHz)  | Duplex spacing (MHz) | Băng thông kênh (MHz) |
| -------- | ---------------- | ------- | --------------------------- | -------------- | --------------- | --------------- | -------------------- | --------------------- |
| 1        | FDD              | 2100    | IMT                         | 65             | 1920 – 1980     | 2110 – 2170     | 190                  | 5, 10, 15, 20         |
| 2        | FDD              | 1900    | PCS                         | 25             | 1850 – 1910     | 1930 – 1990     | 80                   | 1.4, 3, 5, 10, 15, 20 |
| 3        | FDD              | 1800    | DCS                         |                | 1710 – 1785     | 1805 – 1880     | 95                   | 1.4, 3, 5, 10, 15, 20 |
| 4        | FDD              | 1700    | AWS‑1                       | 66             | 1710 – 1755     | 2110 – 2155     | 400                  | 1.4, 3, 5, 10, 15, 20 |
| 5        | FDD              | 850     | Cellular                    | 26             | 824 – 849       | 869 – 894       | 45                   | 1.4, 3, 5, 10         |
| 7        | FDD              | 2600    | IMT-E                       |                | 2500 – 2570     | 2620 – 2690     | 120                  | 5, 10, 15, 20         |
| 8        | FDD              | 900     | Extended GSM                |                | 880 – 915       | 925 – 960       | 45                   | 1.4, 3, 5, 10         |
| 11       | FDD              | 1500    | Lower PDC                   | 74             | 1427.9 – 1447.9 | 1475.9 – 1495.9 | 48                   | 5, 10                 |
| 12       | FDD              | 700     | Lower SMH                   | 85             | 699 – 716       | 729 – 746       | 30                   | 1.4, 3, 5, 10         |
| 13       | FDD              | 700     | Upper SMH                   |                | 777 – 787       | 746 – 756       | −31                  | 5, 10                 |
| 14       | FDD              | 700     | Upper SMH                   |                | 788 – 798       | 758 – 768       | −30                  | 5, 10                 |
| 17       | FDD              | 700     | Lower SMH                   | 12, 85         | 704 – 716       | 734 – 746       | 30                   | 5, 10                 |
| 18       | FDD              | 850     | Lower 800 (Nhật Bản)        | 26             | 815 – 830       | 860 – 875       | 45                   | 5, 10, 15             |
| 19       | FDD              | 850     | Upper 800 (Nhật Bản)        | 26             | 830 – 845       | 875 – 890       | 45                   | 5, 10, 15             |
| 20       | FDD              | 800     | Digital Dividend (EU)       |                | 832 – 862       | 791 – 821       | −41                  | 5, 10, 15, 20         |
| 21       | FDD              | 1500    | Upper PDC                   | 74             | 1447.9 – 1462.9 | 1495.9 – 1510.9 | 48                   | 5, 10, 15             |
| 24       | FDD              | 1600    | Upper L‑Band (US)           |                | 1626.5 – 1660.5 | 1525 – 1559     | −101.5               | 5, 10                 |
| 25       | FDD              | 1900    | Extended PCS                |                | 1850 – 1915     | 1930 – 1995     | 80                   | 1.4, 3, 5, 10, 15, 20 |
| 26       | FDD              | 850     | Extended Cellular           |                | 814 – 849       | 859 – 894       | 45                   | 1.4, 3, 5, 10, 15     |
| 28       | FDD              | 700     | APT                         |                | 703 – 748       | 758 – 803       | 55                   | 3, 5, 10, 15, 20      |
| 29       | SDL              | 700     | Lower SMH                   |                | —               | 717 – 728       | —                    | 3, 5, 10              |
| 30       | FDD              | 2300    | WCS                         |                | 2305 – 2315     | 2350 – 2360     | 45                   | 5, 10                 |
| 31       | FDD              | 450     | NMT                         |                | 452.5 – 457.5   | 462.5 – 467.5   | 10                   | 1.4, 3, 5             |
| 32       | SDL              | 1500    | L‑Band (EU)                 | 75             | —               | 1452 – 1496     | —                    | 5, 10, 15, 20         |
| 34       | TDD              | 2000    | IMT                         |                | 2010 – 2025     | 2010 – 2025     | —                    | 5, 10, 15             |
| 37       | TDD              | 1900    | PCS                         |                | 1910 – 1930     | 1910 – 1930     | —                    | 5, 10, 15, 20         |
| 38       | TDD              | 2600    | IMT-E                       | 41             | 2570 – 2620     | 2570 – 2620     | —                    | 5, 10, 15, 20         |
| 39       | TDD              | 1900    | DCS–IMT Gap                 |                | 1880 – 1920     | 1880 – 1920     | —                    | 5, 10, 15, 20         |
| 40       | TDD              | 2300    | S-Band                      |                | 2300 – 2400     | 2300 – 2400     | —                    | 5, 10, 15, 20         |
| 41       | TDD              | 2500    | BRS                         |                | 2496 – 2690     | 2496 – 2690     | —                    | 5, 10, 15, 20         |
| 42       | TDD              | 3500    | CBRS (EU, Nhật Bản)         |                | 3400 – 3600     | 3400 – 3600     | —                    | 5, 10, 15, 20         |
| 43       | TDD              | 3700    | C-Band                      |                | 3600 – 3800     | 3600 – 3800     | —                    | 5, 10, 15, 20         |
| 44       | TDD              | 700     | APT                         |                | 703 – 803       | 703 – 803       | —                    | 3, 5, 10, 15, 20      |
| 46       | TDD              | 5200    | U-NII                       |                | 5150 – 5925     | 5150 – 5925     | —                    | 10, 20                |
| 47       | TDD              | 5900    | U-NII-4                     |                | 5855 – 5925     | 5855 – 5925     | —                    | 10, 20                |
| 48       | TDD              | 3500    | CBRS (US)                   |                | 3550 – 3700     | 3550 – 3700     | —                    | 5, 10, 15, 20         |
| 49       | TDD              | 3500    | C-Band                      | 48             | 3550 – 3700     | 3550 – 3700     | —                    | 10, 20                |
| 50       | TDD              | 1500    | L‑Band (EU)                 |                | 1432 – 1517     | 1432 – 1517     | —                    | 3, 5, 10, 15, 20      |
| 51       | TDD              | 1500    | Extended L‑Band (EU)        |                | 1427 – 1432     | 1427 – 1432     | —                    | 3, 5                  |
| 52       | TDD              | 3300    | C-Band                      |                | 3300 – 3400     | 3300 – 3400     | —                    | 5, 10, 15, 20         |
| 53       | TDD              | 2400    | S-Band                      |                | 2483.5 – 2495   | 2483.5 – 2495   | —                    | 1.4, 3, 5, 10         |
| 65       | FDD              | 2100    | Extended IMT                |                | 1920 – 2010     | 2110 – 2200     | 190                  | 5, 10, 15, 20         |
| 66       | FDD              | 1700    | Extended AWS (AWS‑1–3)      |                | 1710 – 1780     | 2110 – 2200     | 400                  | 1.4, 3, 5, 10, 15, 20 |
| 67       | SDL              | 700     | EU 700                      |                | —               | 738 – 758       | —                    | 5, 10, 15, 20         |
| 68       | FDD              | 700     | ME 700                      |                | 698 – 728       | 753 – 783       | 55                   | 5, 10, 15             |
| 69       | SDL              | 2600    | IMT-E                       |                | —               | 2570 – 2620     | —                    | 5                     |
| 70       | FDD              | 1700    | Supplementary AWS (AWS‑2–4) |                | 1695 – 1710     | 1995 – 2020     | 295 – 300            | 5, 10, 15             |
| 71       | FDD              | 600     | Digital Dividend (US)       |                | 663 – 698       | 617 – 652       | −46                  | 5, 10, 15, 20         |
| 72       | FDD              | 450     | PMR (EU)                    |                | 451 – 456       | 461 – 466       | 10                   | 1.4, 3, 5             |
| 73       | FDD              | 450     | PMR (APT)                   |                | 450 – 455       | 460 – 465       | 10                   | 1.4, 3, 5             |
| 74       | FDD              | 1500    | Lower L‑Band (US)           |                | 1427 – 1470     | 1475 – 1518     | 48                   | 1.4, 3, 5, 10, 15, 20 |
| 75       | SDL              | 1500    | L‑Band (EU)                 |                | —               | 1432 – 1517     | —                    | 5, 10, 15 20          |
| 76       | SDL              | 1500    | Extended L‑Band (EU)        |                | —               | 1427 – 1432     | —                    | 5                     |
| 85       | FDD              | 700     | Extended Lower SMH          |                | 698 – 716       | 728 – 746       | 30                   | 5, 10                 |
| 87       | FDD              | 450     | PMR                         |                | 410 – 415       | 420 – 425       | 10                   | 1.4, 3, 5             |
| 88       | FDD              | 450     | PMR                         |                | 412 – 417       | 422 – 427       | 10                   | 1.4, 3, 5             |
| Băng tần | Chế độ song công | ƒ (MHz) | Tên                         | Subset of band | Uplink (MHz)    | Downlink (MHz)  | Duplex spacing (MHz) | Băng thông kênh (MHz) |

1. 1 2  Frequency division duplexing (FDD); time division duplexing (TDD)
2. 1 2  UE transmit; BS receive
3. 1 2  UE receive; BS transmit
4. 1 2  Blocks A–F
5. 1 2  Blocks A–C
6. ↑  Block C
7. ↑  Block D
8. ↑  Blocks B–C
9. ↑  Blocks A–G
10. 1 2 3 4 5 6  FDD Supplemental Downlink
11. ↑  Blocks D–E
12. ↑  Blocks A–B
13. 1 2 3  Duplex Spacing
14. ↑  License Assisted Access
15. ↑  Cellular Vehicle-to-everything
16. ↑  Blocks A–J

## Băng tần theo vùng
Bảng dưới đây liệt kê băng tần LTE theo vùng.
Băng tần chính được in đậm, băng tần chưa được triển khai (N/A), băng tần được triển khai một phần ở Danh sách các mạng LTE.
- Mạng LTE băng tần 7, 28 (LTE-FDD) phù hợp với chuyển vùng quốc tế ITU Regions vùng 1, 2 và 3.
- Mạng LTE băng tần 1, 3 (LTE-FDD) phù hợp với chuyển vùng quốc tế ITU vùng 1 và 3, Costa Rica và Brazil và một số nước Vùng Caribe.
- Mạng LTE băng tần 20 (LTE-FDD) phù hợp với chuyển vùng quốc tế ITU vùng 1.
- Mạng LTE băng tần 5 (LTE-FDD) phù hợp với chuyển vùng quốc tế ITU vùng 2 và 3.
- Mạng LTE băng tần 38, 40 (LTE-TDD) trong tương lai cho phép chuyển vùng quốc tế (ITU vùng 1, 2 và 3).
- Mạng LTE băng tần 8 (LTE-FDD) trong tương lai cho phép chuyển vùng quốc tế (ITU vùng 1, 2 và 3).
- Mạng LTE băng tần 2 và 4 (LTE-FDD) phù hợp với chuyển vùng quốc tế ITU vùng 2 (Châu Mỹ).

| Băng tần | Chế độ song công | ƒ (MHz) | Tên    | Bắc Mỹ                                       | Mỹ Latinh                                              | Vùng Caribe                                                                     | Châu Âu                                                                              | Châu Phi                               | Châu Á | Châu Đại Dương                                                   |
| -------- | ---------------- | ------- | ------ | -------------------------------------------- | ------------------------------------------------------ | ------------------------------------------------------------------------------- | ------------------------------------------------------------------------------------ | -------------------------------------- | --- | ---------------------------------------------------------------- |
| 01       | FDD              | 2100    | IMT    | Không                                        | Brazil, Costa Rica                                     | Không                                                                           | Có                                                                                   | Nam Phi (Cell C, MTN, Vodacom)         | Có | Úc (Vodafone)                                                    |
| 02       | FDD              | 1900    | PCS    | Có                                           | Có                                                     | Một phần                                                                        | Không                                                                                | Không                                  | Không | Không                                                            |
| 03       | FDD              | 1800    | DCS    | Không                                        | Brazil, Costa Rica, French Guiana, Suriname, Venezuela | Một phần                                                                        | Có                                                                                   | Có                                     | Có | Có                                                               |
| 04       | FDD              | 1700    | AWS    | Có                                           | Có                                                     | Một phần                                                                        | Không                                                                                | Không                                  | Không | Không                                                            |
| 05       | FDD              | 850     | CLR    | Có                                           | El Salvador, Guatemala                                 | Barbados, Bermuda, Cộng hòa Dominica (Altice)                                   | Không                                                                                | Malawi (Access Communications)         | Campuchia (SEATEL), Ấn Độ (Jio), Indonesia (Smartfren), Malaysia (Telekom Malaysia), Pakistan (Telenor), Philippines (Smart), Hàn Quốc (LG U+, SK Telecom), Trung Quốc (China Telecom) | Úc (Vodafone)                                                    |
| 07       | FDD              | 2600    | IMT-E  | Canada (Bell, Rogers, Telus, Freedom Mobile) | Có                                                     | Guadeloupe, Martinique, St. Barthelemy, Saint Martin, Cộng hòa Dominica (Claro) | Có                                                                                   | Ghana (Surfline), Zambia (MTN, Zamtel) | Có | New Zealand (Vodafone, Spark)                                    |
| 08       | FDD              | 900     | EGSM   | Không                                        | Peru                                                   | Quần đảo Virgin thuộc Anh                                                       | Có                                                                                   | Nigeria (ntel), Nam Phi (Vodacom)      | Có | New Zealand (2degrees)                                           |
| 11       | FDD              | 1500    | LPDC   | Không                                        | Không                                                  | Không                                                                           | Không                                                                                | Không                                  | Nhật Bản (au, SoftBank) | Không                                                            |
| 12       | FDD              | 700     | LSMH   | Có                                           | Bolivia, Belize                                        | Có                                                                              | Không                                                                                | Không                                  | Không | Kiribati (TSKL)                                                  |
| 13       | FDD              | 700     | USMH   | Có                                           | Bolivia, Belize                                        | Có                                                                              | Không                                                                                | Không                                  | Không | Không                                                            |
| 14       | FDD              | 700     | USMH   | Mỹ (FirstNet/AT&T)                           | Không                                                  | Không                                                                           | Không                                                                                | Không                                  | Không | Không                                                            |
| 17       | FDD              | 700     | LSMH   | Có                                           | Bolivia, Belize                                        | Có                                                                              | Không                                                                                | Không                                  | Không | Không                                                            |
| 18       | FDD              | 800     |        | Không                                        | Không                                                  | Không                                                                           | Không                                                                                | Không                                  | Nhật Bản (au) | Không                                                            |
| 19       | FDD              | 800     |        | Không                                        | Không                                                  | Không                                                                           | Không                                                                                | Không                                  | Nhật Bản (NTT Docomo) | Không                                                            |
| 20       | FDD              | 800     | EUDD   | Không                                        | Không                                                  | Guadeloupe, Martinique, Haiti                                                   | Có                                                                                   | Có                                     | Kazakhstan (Beeline, Kcell) | Fiji (Digicel), Polynésie thuộc Pháp (Vini), New Caledonia (OPT) |
| 21       | FDD              | 1500    | UPDC   | Không                                        | Không                                                  | Không                                                                           | Không                                                                                | Không                                  | Nhật Bản (NTT Docomo) | Không                                                            |
| 25       | FDD              | 1900    | EPCS   | Mỹ (Sprint)                                  | Không                                                  | Không                                                                           | Không                                                                                | Không                                  | Không | Không                                                            |
| 26       | FDD              | 850     | ECLR   | Mỹ (Sprint)                                  | —                                                      | —                                                                               | —                                                                                    | —                                      | Nhật Bản (au) | —                                                                |
| 28       | FDD              | 700     | APT    | Không                                        | Có                                                     | Không                                                                           | Phần Lan (DNA), Pháp (Bouygues, Free Mobile), Đức (Telefonica)                       | Nigeria (Glo Mobile), Kenya (Faiba 4G) | Có | Có                                                               |
| 29       | FDD              | 700     | LSMH   | Mỹ (AT&T)                                    | Không                                                  | Không                                                                           | Không                                                                                | Không                                  | Không | Không                                                            |
| 30       | FDD              | 2300    | WCS    | Mỹ (AT&T)                                    | Không                                                  | Không                                                                           | Không                                                                                | Không                                  | Không | Không                                                            |
| 31       | FDD              | 450     | NMT    | Không                                        | —                                                      | —                                                                               | Đan Mạch (Net1), Phần Lan (Ukko Mobile), Norway (Net1), Nga (Skylink), Sweden (Net1) | —                                      | Armenia (Beeline), Indonesia (Net1), Philippines (Net1) | —                                                                |
| 32       | FDD              | 1500    | L‑Band | Không                                        | —                                                      | —                                                                               | Ý (TIM, Vodafone)                                                                    | —                                      | — | —                                                                |
| 38       | TDD              | 2600    | IMT-E  | Không                                        | Brazil, Colombia                                       | Cộng hòa Dominica, Trinidad & Tobago                                            | Có                                                                                   | —                                      | Malaysia (Yes 4G), Myanmar (Ananda 4G+), Sri Lanka (SLT) | —                                                                |
| 39       | TDD              | 1900    |        | Không                                        | Không                                                  | Không                                                                           | Không                                                                                | Không                                  | Trung Quốc (China Mobile) | Không                                                            |
| 40       | TDD              | 2300    |        | Không                                        | Không                                                  | Không                                                                           | Latvia (LMT), Litva (MEZON), Vương Quốc Anh (O2)                                     | Zambia (Vodafone, Zamtel)              | Có | Có                                                               |
| 41       | TDD              | 2500    | BRS    | Mỹ (Sprint)                                  | Không                                                  | Không                                                                           | Không                                                                                | Madagascar (Blueline)                  | Trung Quốc (China Mobile), Nhật Bản (KDDI (UQ), SoftBank (WCP)), Philippines (Globe)                                                                                                   | Không                                                            |
| 42       | TDD              | 3500    | C-Band | Không                                        | Không                                                  | Không                                                                           | Slovakia (O2, SWAN, Slovanet)                                                        | Không                                  | Iran (MTN Irancell, Mobinnet), Nhật Bản (au, NTT Docomo, SoftBank) | —                                                                |
| 43       | TDD              | 3700    | C-Band | Không                                        | Không                                                  | Không                                                                           | Slovakia (O2, SWAN)                                                                  | Không                                  | Không | Không                                                            |
| 44       | TDD              | 700     | APT    | Không                                        | Không                                                  | Không                                                                           | Không                                                                                | Không                                  | — | Không                                                            |
| 65       | FDD              | 2100    | EIMT   | Không                                        | —                                                      | —                                                                               | EAN (T-Mobile, Inmarsat)                                                             | —                                      | — | —                                                                |
| 66       | FDD              | 1700    | EAWS   | Có                                           | —                                                      | —                                                                               | Không                                                                                | Không                                  | Không | Không                                                            |
| 67       | FDD              | 700     |        | Không                                        | Không                                                  | Không                                                                           | —                                                                                    | Không                                  | Không | Không                                                            |
| 68       | FDD              | 700     |        | Không                                        | Không                                                  | Không                                                                           | Không                                                                                | —                                      | — | Không                                                            |
| 69       | FDD              | 2600    | IMT-E  | Không                                        | —                                                      | —                                                                               | —                                                                                    | —                                      | — | —                                                                |
| 70       | FDD              | 2000    | AWS‑4  | —                                            | Không                                                  | Không                                                                           | Không                                                                                | Không                                  | Không | Không                                                            |
| 71       | FDD              | 600     | USDD   | Mỹ (T-Mobile)                                | Không                                                  | Không                                                                           | Không                                                                                | Không                                  | Không | Không                                                            |
| 72       | FDD              | 450     | PMR    | Không                                        | Không                                                  | Không                                                                           | —                                                                                    | Không                                  | Không | Không                                                            |
| Băng tần | Chế độ song công | ƒ (MHz) | Tên    | Bắc Mỹ                                       | Mỹ Latinh                                              | Vùng Caribe                                                                     | Châu Âu                                                                              | Châu Phi                               | Châu Á | Châu Đại Dương                                                   |

1. 1 2  Frequency division duplexing (FDD); time division duplexing (TDD)
2. 1 2 3 4 5 6  ITU Region 2
3. 1 2 3 4  ITU Region 1
4. 1 2 3 4  ITU Region 3
5. 1 2  Blocks A–F
6. ↑  Blocks A–C
7. ↑  Block C
8. ↑  Block D
9. ↑  Blocks B–C
10. ↑  Blocks A–G
11. ↑  Via Multi-Frequency Band Indicator Lưu trữ ngày 7 tháng 9 năm 2019 tại Wayback Machine (MFBI)
12. ↑  Blocks D–E
13. ↑  Blocks A–B
14. ↑  Blocks A–J